# Werner Mellmann
Werner Mellmann (* 1910 oder 1911; † 7. Oktober 1938 in Neckarsulm) war ein deutscher Motorradrennfahrer.

## Werdegang
Für Werner Mellmann, der als ruhig und zurückhaltend beschrieben wird, wird während seiner aktiven Zeit Lendringsen als Wohnort genannt. Sein erster größerer Sieg ist für April 1931 bei einem Lauf zur Westdeutschen Motorradmeisterschaft auf dem Nürburgring verzeichnet. Er gewann in der Klasse von 350 bis 1000 cm³ auf Norton mit der schnellsten Zeit des Tages. 1932 siegte er beim 500-cm³-Lauf beim Hohensyburg-Rennen. Ende Mai 1933 belegte Mellmann auf Norton beim Eifelrennen auf dem Nürburgring im Lauf der Solomaschinen über 350 cm³ Hubraum hinter Hans Soenius (ebenfalls Norton) den zweiten Rang. Im Juni kam Mellmann beim Rennen Rund um Schotten aufgrund eines Reifenschadens zu Sturz, woraufhin seine Maschine in eine Zuschauergruppe flog. Dabei kam ein Mensch ums Leben, mehrere weitere wurden verletzt. Mellmann selbst überstand den Unfall unbeschadet.
Ab 1934 war Werner Mellmann Mitglied des NSU-Werksteams und ging u. a. an der Seite von Heiner Fleischmann und Oskar Steinbach für den Hersteller aus Neckarsulm an den Start. Beim Eifelrennen 1934 auf dem Nürburgring hatte Mellmann bei etwa 180 km/h im Streckenabschnitt Fuchsröhre in Führung liegend einen weiteren schweren Sturz, dem er wiederum unverletzt entkam. Wenig später belegte er im 350-cm³-Lauf der Dutch TT in Assen, bei dem die Titel der Motorrad-Europameisterschaft 1934 ausgefahren wurden, mit knapp 17 Minuten Rückstand auf den Sieger Jimmie Simpson (Norton) den achten Rang. Im Juli schied er beim 350er-Lauf um den Großen Preis von Deutschland, der auf dem Badberg-Viereck um Hohenstein-Ernstthal stattfand, mit technischen Defekt aus, nachdem er lange an dritter Stelle gelegen hatte. Im weiteren Saisonverlauf belegte Mellmann beim 500-cm³-Lauf des Hockenheimer Motorradrennens hinter Teamkollege Steinbach Rang zwei und wurde beim Schleizer Dreieckrennen in der 350-cm³-Klasse hinter Ernst Loof (Imperia) ebenfalls Zweiter.
In die Rennsaison 1935 startete Werner Mellmann mit Rang drei im Halbliterlauf des Eilenriederennens in Hannover. Beim 350er-Rennen der Veranstaltung hatte er lange in Führung gelegen, war dann aber mit technischen Problemen weit zurückgefallen. Beim Kölner Stadtwaldrennen erreichte er in der 350er-Klasse Rang zwei hinter seinem Teamkollegen Steinbach und im Halbliterlauf hinter Hans Soenius (NSU) und Kurt Mansfeld (DKW) den dritten Platz. Im Mai konnte Mellmann beim 350er-Lauf des Solitude-Rennens in Stuttgart einen Sieg feiern. Er profitierte dabei von den Ausfällen von Soenius und Ted Mellors, die auf regennasser Strecke zu Sturz gekommen waren. Wenig später siegte er vor Bernhard Petruschke (Rudge) auch beim 350-cm³-Lauf des Eifelrennens auf dem Nürburgring und wurde beim 350-cm³-Lauf des Kesselbergrennens, das zur Deutschen Meisterschaft zählte, Zweiter. Anfang August belegte Mellmann hinter Teamkollege Mellors Rang zwei in Hockenheim. Am 18. August passierte er im 350er-Rennen auf dem Schleizer Dreieck zeitgleich mit Teamkollege Oskar Steinbach die Ziellinie. Beide wurden als Sieger gewertet. In der Gesamtwertung der Deutschen 350-cm³-Meisterschaft belegte er damit mit zehn Punkten ex aequo mit Petruschke Rang zwei hinter Steinbach (15 Zähler).
Für die Saison 1936 sind abgesehen von der Nennung Mellmanns für das NSU-Werksteam keine Rennstarts oder -ergebnisse nachvollziehbar.

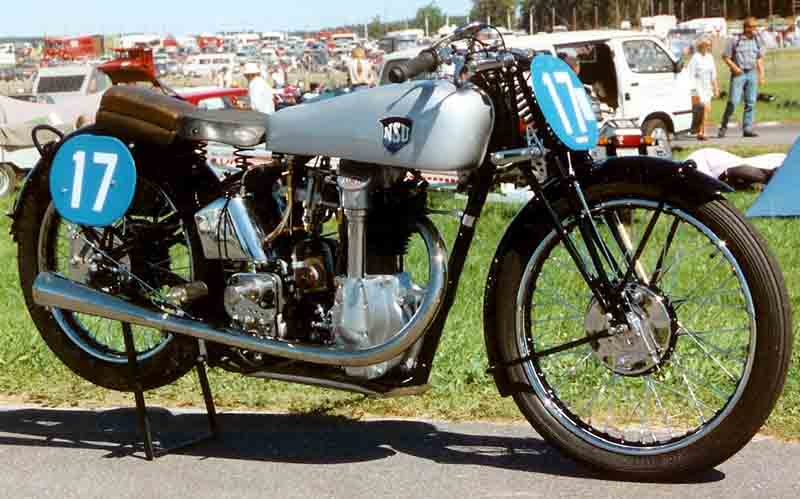
350-cm³-NSU-Rennmaschine aus dem Jahr 1937

Das Rennjahr 1937 begann für Werner Mellmann – weiterhin im NSU-Werksteam – mit Rang zwei im 350er-Lauf des Eilenriederennens hinter seinem Markenkollegen Heiner Fleischmann sowie Rang drei im Halbliterlauf im Kölner Stadtwald. Im Juni gewann er erneut den 350er-Lauf beim Eifelrennen – diesmal vor dem Briten Fergus Anderson auf Velocette. Beim Großen Bergpreis von Deutschland am Schauinsland gewann er die 350er-Wertung vor seinem Teamkollegen Fleischmann. Nach einem Ausfall wegen Vergaserschadens beim 350er-Rennen um den Großen Preis von Deutschland in Hohenstein-Ernstthal belegte Mellmann in Schleiz die Ränge drei bei den 350ern und zwei bei den 500er-Maschinen. Anfang September fiel er beim letzten Lauf zur Deutschen Meisterschaft in Hockenheim durch Sturz aus. Den Titel sicherte sich wie schon im Vorjahr Heiner Fleischmann.
Im November 1937 verunglückte Werner Mellmann während einer Testfahrt auf öffentlichen Straßen in der Nähe seiner nordrhein-westfälischen Heimatstadt Menden schwer. Er erlitt Knochenbrüche sowie innere Verletzungen, von denen er sich nie mehr erholte. Mellmann starb im Jahr darauf, am 7. Oktober 1938, im Alter von 27 Jahren an den Unfallfolgen.

## Statistik

### Rennsiege
| Jahr | Klasse  | Maschine | Rennen                          | Strecke                  |
| ---- | ------- | -------- | ------------------------------- | ------------------------ |
| 1935 | 350 cm³ | NSU      | Internationales Solitude-Rennen | Solitude                 |
| 1935 | 350 cm³ | NSU      | Eifelrennen                     | Nürburgring-Nordschleife |
| 1935 | 350 cm³ | NSU      | Schleizer Dreieckrennen 1       | Schleizer Dreieck        |
| 1937 | 350 cm³ | NSU      | Eifelrennen                     | Nürburgring-Nordschleife |

## Verweise